# Suzuki DR 500
La Suzuki DR 500 est une moto de type trail produite par le constructeur japonais Suzuki.

## Description
Face au succès de la Yamaha XT 500, Suzuki décide en 1981 de lancer sur le marché un trail 500 cm3.
La DR 600 lui succède en 1984.

## Moteur
Le moteur est un monocylindre à quatre temps refroidi par air. Un arbre à cames en tête (ACT) actionne les quatre soupapes. Un alésage de 88,0 mm et une course de 82,0 mm entraînent une cylindrée de 498 cm3, et délivre 26 kW (36 ch) à 6 500 tr/min. Le couple maximal est de 43 N m à 5 700 tr/min. Le mélange carburant-air est créé par un carburateur Mikuni 35 SS. La capacité du réservoir est de 9 L, dont 2 L de réserve. Le kickstarter dispose d'un mécanisme de décompression automatique, ce qui facilite le démarrage.

## Chassis
Le cadre a été repris de la DR 400. Il s'agit d'un châssis monotube en acier. À l'avant, la moto est dotée d'une fourche télescopique SHOWA de 36 mm d'épaisseur avec un débattement de ressort de 230 mm. Un bras oscillant à double amortisseur est installé à l'arrière. Le débattement de la suspension est de 220 mm.
Les deux roues sont freinées par des freins à tambour de 150 mm. Les roues à rayons mesurent 21 pouces à l'avant et 18 pouces à l'arrière.

## Versions

### DR500X (1981)
- VIN : JS1DM41A B 100001
- Moteur : DR500-
- Code modèle : 374
- Couleur blanche
- Bandes de réservoir rouge et orange bicolore
- Bras oscillant en aluminium

### DR500Z (1982)
- VIN : JS1DM41A C 100001
- Moteur : DR500-
- Code modèle : 374
- Couleur blanche
- Bandes de réservoir bleus tricolores
- Siège noir

### DR500D (1983)
- VIN : JS1DM41A D 100001
- Moteur : DR500-
- Code modèle : 374
- Couleur blanche
- Bandes de réservoir bleus tricolores
- Siège bleu